# TuS Jöllenbeck
Der TuS Jöllenbeck (offiziell: Turn- und Sportverein Jöllenbeck e.V.) ist ein Sportverein aus dem Bielefelder Stadtteil Jöllenbeck. Mit rund 2900 Mitgliedern ist er der fünftgrößte Verein der Stadt. Die Handballmannschaft spielte unter dem Namen Turnverein Einigkeit Jöllenbeck mindestens zwei Jahre in der seinerzeit erstklassigen Gauliga Westfalen. Neben Handball bietet der TuS Jöllenbeck noch Fußball, Koronarsport, Schwimmen, Tennis, Tischtennis sowie Turnen & Leichtathletik an.

## Geschichte
Der TuS Jöllenbeck wurde am 15. November 1945 als gemeinsamer Nachfolger des Turnvereins Einigkeit Jöllenbeck, dem Arbeiterturnverein Eichenkranz Jöllenbeck und des Verein für Rasenspiele Jöllenbeck gegründet. Ursprünglich hieß der Verein Turn- und Sportgemeinde Jöllenbeck und war Nachfolger des TV Einigkeit Jöllenbeck. Seinen heutigen Namen trägt der Verein seit dem 10. März 1973. Der Turnverein Einigkeit wurde am 27. Oktober 1897 gegründet und war Mitglied der Deutschen Turnerschaft. Große Erfolge errangen Elfriede Kirchhof, die bei den Deutschen Leichtathletik-Meisterschaften 1934 den dritten Platz im Kugelstoßen errang. Die Schlagballmannschaft wurde im gleichen Jahr Westdeutscher Meister. Der Arbeiterturnverein Eichenkranz Jöllenbeck entstand am 21. Juni 1906 als Abspaltung vom Turnverein Einigkeit und trat im Jahre 1919 dem Arbeiter-Turn- und Sportbund (ATSB) bei. Mit der Machtübernahme der Nationalsozialisten im Jahre 1933 wurde Eichenkranz verboten. Die Mitglieder schlossen sich entweder dem Turnverein Einigkeit oder dem VfR Jöllenbeck bei. Letzterer wurde am 1. April 1930 gegründet.

Stammbaum des TuS Jöllenbeck

## Handball

Logo der TuS 97 Bielefeld-Jöllenbeck

### Geschichte
Im Frühjahr 1924 wurde beim TV Einigkeit Jöllenbeck eine Handballabteilung gegründet. Seine erfolgreichste Zeit erlebten die Handballer des TV Einigkeit Ende der 1930er Jahre. Nachdem die Mannschaft 1934 bei der Neuordnung des Ligenspielbetriebs noch aus der höchsten Spielklasse absteigen mussten, gelang vier Jahre später der Wiederaufstieg. In der Saison 1939/40 wurden die Jöllenbecker westfälischer Vizemeister, nachdem sie das Endspiel gegen den PSV Recklinghausen mit 6:9, nach anderen Quellen mit 7:9 verloren. Auch der ATV Eichenkranz Jöllenbeck besaß eine Handballabteilung. Diese wurde im Jahre 1928 gegründet und erreichte bereits drei Jahre später die höchste Spielklasse des ATSB. Nach der zwangsweisen Auflösung des Vereins wechselten einige Sportler zum VfR Jöllenbeck, der daraufhin auch eine Handballabteilung gründete.
Nach dem Zusammenschluss zum TuS Jöllenbeck stiegen die Feldhandballer im Jahre 1971 in die Oberliga Westfalen auf. Zwei Jahre später gelang dann der Aufstieg in die Regionalliga West, die nach der Auflösung der Feldhandball-Bundesliga nun die höchste Spielklasse war. 1975 wurde die Liga aufgelöst. In der Halle stiegen die Jöllenbecker im Jahre 1973 in die Oberliga Westfalen auf, mussten aber zwei Jahre später wieder den Gang in die Verbandsliga antreten. Nach vielen Jahren in dieser Liga gelang dann im Jahre 1993 der Wiederaufstieg in die Oberliga. Die Mannschaft wurde Vizemeister hinter dem TuS Hiltrup und musste in einem Entscheidungsspiel gegen den Vizemeister der Staffel 2 antreten. Dieses Spiel gewannen die Jöllenbecker gegen den FC Schalke 04 mit 23:13 und stiegen damit auf. Viermal in Folge belegte der TuS Jöllenbeck in der Oberliga Westfalen den dritten Platz. 
Im Jahre 1997 fusionierte die Handballabteilung des TuS Jöllenbeck mit der Handballabteilung des SC Bielefeld 04/26 zum TuS 97 Bielefeld-Jöllenbeck. Zum 30. Juni 2020 verließ der SC Bielefeld 04/26 den Verein wieder.

### Sporthalle

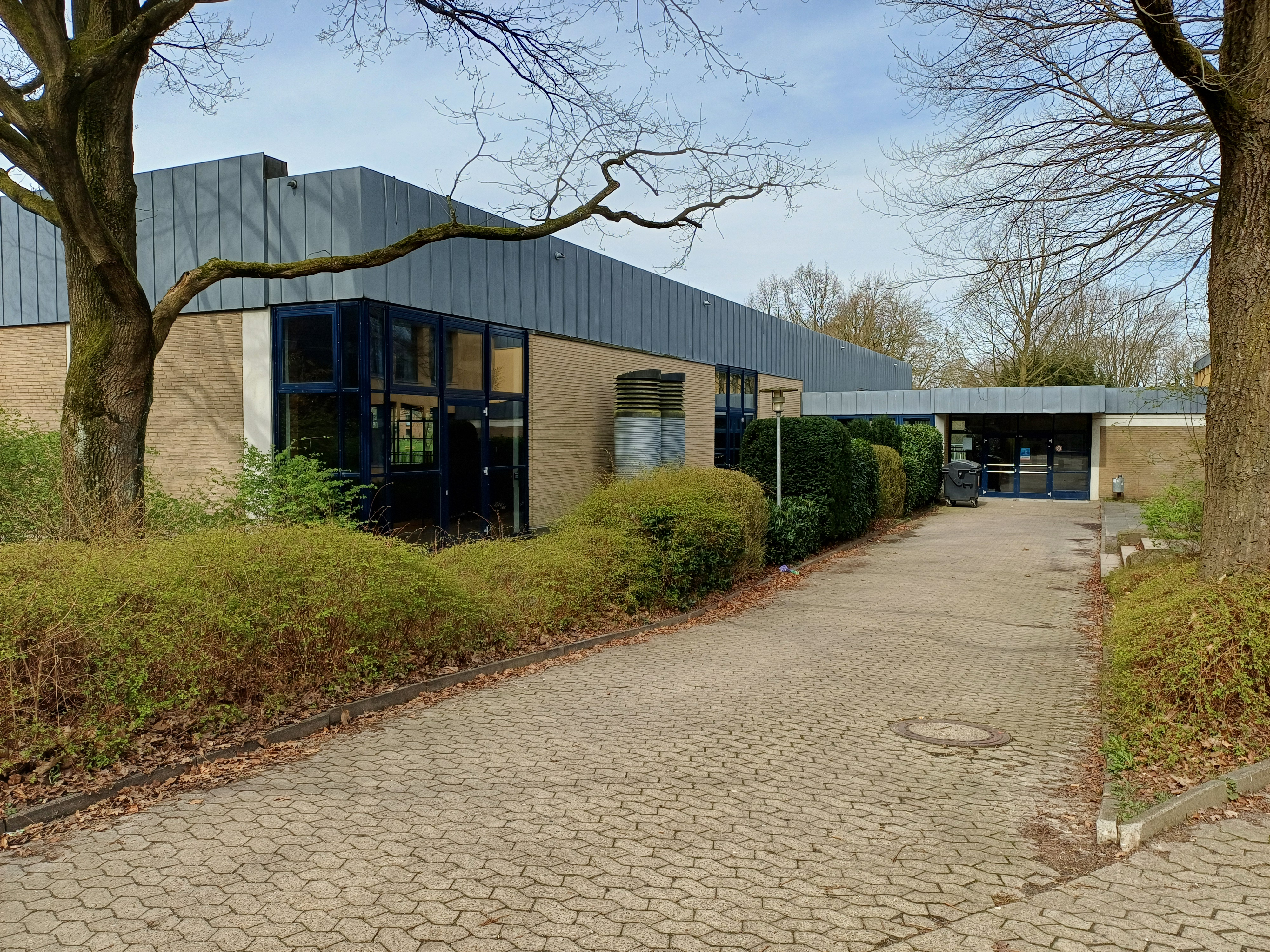
Sporthalle der Realschule Jöllenbeck

Heimspielstätte der Jöllenbecker Handballer ist seit September 1973 die Sporthalle der Realschule Jöllenbeck. Am 30. November 1993 wurde die Sporthalle bei einem Brand völlig zerstört. Die Mannschaften wichen daraufhin in Sporthallen in Schildesche bzw. Brake aus. Die neue, größere Sporthalle wurde im Jahre 1996 eröffnet und bietet Platz für 1.500 Zuschauer. Im November 2007 trug die HSG Nordhorn sein Drittrundenspiel im EHF-Pokal gegen Roter Stern Belgrad in der Jöllenbecker Halle aus und gewann vor 1.500 Zuschauern mit 42:27.

### Persönlichkeiten
- Heiko Bonath, war DDR-Nationalspieler
- Ralf Bruelheide, wurde Bundesligaspieler beim TBV Lemgo und TuS Nettelstedt
- Maik Hahn, wurde Zweitligaspieler bei der TSG Altenhagen-Heepen
- Hartmut Kania, wurde deutscher Nationalspieler
- Guido Klöpper, war Zweitligaspieler bei GWD Minden, TuS Nettelstedt und der TSG Altenhagen-Heepen
- Christoph Radke, was Zweitligaspieler bei der TSG Altenhagen-Heepen
- Marco Steffen, wurde Zweitligaspieler bei der TSG Altenhagen-Heepen und dem TuS Spenge

## Fußball

### Geschichte
Die Fußballer des VfR Jöllenbeck spielten lediglich auf lokaler Ebene. Der größte Erfolg des VfR war der Aufstieg in die 1. Kreisklasse im Jahre 1934. Drei Jahre konnten sich die Jöllenbecker in dieser Klasse halten, bevor die Mannschaft wieder absteigen musste. Der erste große Erfolg des TuS Jöllenbeck war der Sieg im erstmals ausgespielten Kreispokalwettbewerbs im Jahre 1948, als die Jöllenbecker den VfL Ummeln mit 3:2 besiegten. In den frühen 1950er Jahren waren die Jöllenbecker eine Fahrstuhlmannschaft. 1950 und 1953 stieg die Mannschaft jeweils als Kreismeister in die Bezirksklasse auf, jedoch folgte beide Male der direkte Wiederabstieg. Erst nach dem dritten Aufstieg 1956 konnten sich die Jöllenbecker in der Bezirksklasse etablieren. Platz vier in der Aufstiegssaison 1956/57 war dabei der größte Erfolg. Fünf Jahre hielt sich die Mannschaft in der Bezirksklasse, bis es 1961 zurück in die 1. Kreisklasse ging. 1965 wurde die Mannschaft Vizemeister hinter dem TuS Hillegossen und 1971 sprang Platz drei am Saisonende heraus. Zwei Jahre später mussten die Jöllenbecker den Gang in die 2. Kreisklasse antreten.
Zur Saison 1974/75 nahm Klaus Köller, der zehn Bundesligaspiele für Arminia Bielefeld absolvierte, das Amt des Spielertrainers. Im Jahre 1976 gelang der Wiederaufstieg in die 1. Kreisklasse, die ein Jahr später in Kreisliga A umbenannt wurde. Dort kämpfte die Mannschaft zumeist gegen den Abstieg. Nachdem 1984 der Klassenerhalt erst nach einem 2:1-Entscheidungsspielsieg gegen den TuS Solbad Ravensberg gelang folgte zwei Jahre später der Abstieg in die Kreisliga B. Unter dem Trainer Peter Rottmann gelang der sofortige Wiederaufstieg, dem der überraschende Durchmarsch in die Bezirksliga folgte. Rottmann verließ daraufhin Jöllenbeck, während Harald Ebke als Spielertrainer sein Nachfolger wurde. Ein 1:1 beim SV Gadderbaum reichte am letzten Spieltag nicht für den Klassenerhalt, da der direkte Konkurrent FC Gütersloh II gleichzeitig mit 3:1 gegen die SpVg Heepen gewann. Hannes Haenel übernahm daraufhin die Mannschaft und schaffte den direkte Wiederaufstieg. Dort wurden die Jöllenbecker in der Bezirksligasaison 1990/91 zur Überraschungsmannschaft und schafften nach einem 2:0 beim Hövelhofer SV den Durchmarsch in die Landesliga.
Der TuS Jöllenbeck etablierte sich schnell in der Landesliga. Unter dem ab 1993 wirkenden Trainer Uwe Spilker erreichte die Mannschaft zwischen 1995 und 1998 vier Mal in Folge Platz drei und wurde 1999 gar Vizemeister. Am letzten Spieltag verlor das Team beim TuS Horn-Bad Meinberg mit 0:1, während der direkte Konkurrent SV Enger-Westerenger mit 3:2 beim SV Avenwedde gewann und als Meister aufstieg. Für die Jöllenbecker folgte eine Aufstiegsrunde mit den Vizemeister der vier anderen Landesligastaffeln, wo man dem FC Rhade und dem FSC Rheda den Vortritt lassen musste. Nachdem die Jöllenbecker daraufhin kurzzeitig ins Mittelmaß zurückfielen gelang im Jahre 2002 unter Trainer Oliver Kollmeyer etwas überraschend der Aufstieg in die Verbandsliga. Da das Naturstadion renoviert wurde, musste der Vereine das Heimrecht tauschen oder auf andere Plätze ausweichen. Trotz eines 3:2-Sieges beim späteren Drittligisten Sportfreunde Lotte wurde der Klassenerhalt verpasst. Am letzten Spieltag reichte ein 2:2 beim SC Herford nicht.
Zurück in der Landesliga kam für den Verein nicht mehr als Mittelmaß heraus. Im Jahre 2010 ging es dann hinunter in die Bezirksliga. Zwei Jahre später hatten die Jöllenbecker Pech. Durch eine Ligareform mussten fünf statt wie üblich drei Mannschaften absteigen. Nur aufgrund der schlechteren Tordifferenz gegenüber SV Schwarz-Weiß Marienfeld traf es den TuS, der nach 22 Jahren wieder runter in die Kreisliga A musste. Doch dem Verein gelang der direkte Wiederaufstieg, nicht zuletzt dank der 40 Saisontore von Ilyas Cakar.

### Stadion

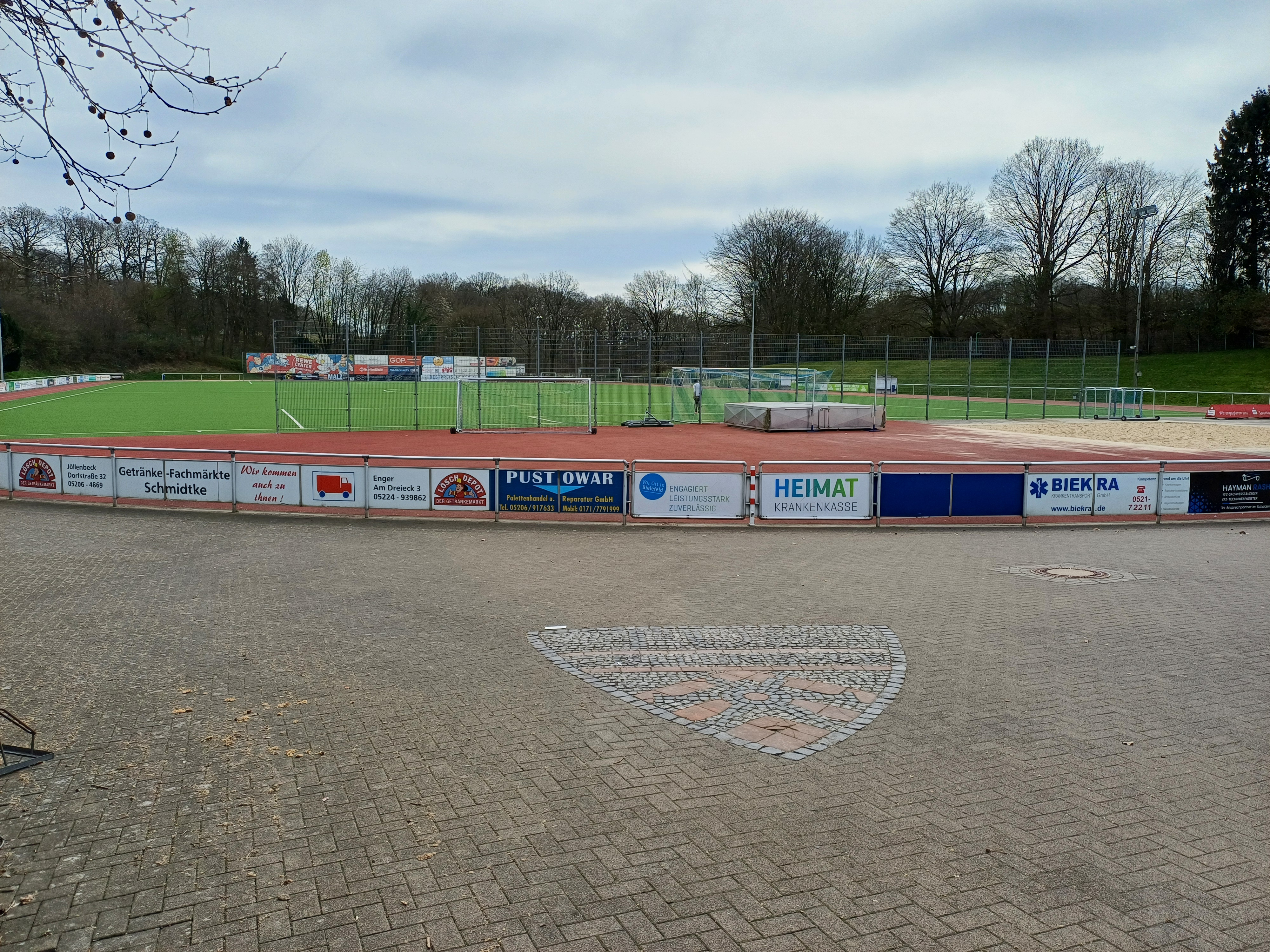
Das Naturstadion

Heimspielstätte der Jöllenbecker Fußballer ist seit Ende 1931 das Naturstadion mit einer Kapazität von 3.000 Zuschauern. Auf der südlichen Seite des Spielfeldes befinden sich Stehplätze auf begrünten Erdwällen, die terrassenförmig angelegt sind. Die Spielfläche aus Kunstrasen ist von einer Leichtathletiklaufbahn umgeben. Es gibt sechs Flutlichtmasten. Westlich des Stadions befindet sich das Schwimmbad, östlich vom Stadion ist die Anlage der Tennisabteilung.
Der Sportplatz wurde auf einem ehemaligen Bauernhof errichtet. Um den lehmigen, wasserundurchlässigen Boden spielfähig zu machen, wurden Tannennadeln verwendet. Am 8. August 1959 wurde das Stadion neu umgestaltet und Umkleideräume gebaut. Gleichzeitig erhielt das Stadion seinen heutigen Namen. Die Spielfläche war ursprünglich ein Aschenplatz. Das Material stammte aus der Region Marsberg. Später stellte sich heraus, dass die Spielfläche mit Dioxin belastet ist. Am 30. April 1991 wurde das Stadion gesperrt. Die Mannschaften mussten nach Theesen, Vilsendorf und Wellensiek oder den anderen Jöllenbecker Sportplatz Dreekerheide ausweichen. Ende November 1991 konnte der Platz wieder freigegeben werden. Etwa gleichzeitig wurde das neue Jugendheim am Stadion eröffnet. Erst im Jahre 2002 wurde das Naturstadion saniert und Spielfläche wurde durch einen Kunstrasen ersetzt. Die Neueröffnung fand am 1. Dezember 2002 statt. Der TuS Jöllenbeck leistete dabei eine Eigenbeteiligung in Höhe von rund 50.000 Euro.

### Persönlichkeiten
- Furkan Ars, Futsalspieler
- Lennert Brinkhoff, wurde Sportmoderator bei der ARD
- Frederik Gößling, wurde Bundesligaspieler bei Arminia Bielefeld
- Zlatko Janjić, wurde Bundesligaspieler bei Arminia Bielefeld
- Klaus Köller, war Bundesligaspieler bei Arminia Bielefeld
- Rolf Kosmann, wurde Bundesligaspieler bei Arminia Bielefeld
- Kacper Przybyłko, wurde Bundesligaspieler bei Arminia Bielefeld

### Erfolge
- Meister der Landesliga: 2002
- Meister der Bezirksliga: 1991
- Meister der 1. Kreisklasse bzw. Kreisliga A: 1951, 1953, 1956, 1988, 1990, 2013
- Kreispokalsieger: 1948
- Hallenstadtmeister: 2006, 2009[11]
- Landesligameister in der Halle: 2002
- Ü-32-Westfalenmeister; 2018[12]

### Saisonbilanzen
Grün unterlegte Platzierungen kennzeichnen einen Aufstieg während rot unterlegte Platzierungen auf Abstiege hinweisen. Gelb unterlegte Platzierungen zeigen Teilnahmen an Aufstiegsrunden an, die jedoch nicht zum Aufstieg führten.
| Saisonbilanzen 1949 bis 1987 |                       |       |       |        |        |
| Saison                       | Liga                  | Level | Platz | Tore   | Punkte |
| 1949/50                      | 1. Kreisklasse        | V     | 01.   | :      | 50:10  |
| 1950/51                      | Bezirksklasse, Gr. 1  | IV    | 14.   | 038:76 | 21:39  |
| 1951/52                      | 1. Kreisklasse        | V     | .     | :      | :      |
| 1952/53                      | 1. Kreisklasse        | V     | 01.   | 118:38 | 51:09  |
| 1953/54                      | Bezirksklasse, Gr. 1  | IV    | 15.   | 076:76 | 25:39  |
| 1954/55                      | 1. Kreisklasse        | V     | .     | :      | :      |
| 1955/56                      | 1. Kreisklasse        | V     | 01.   | :      | 41:11  |
| 1956/57                      | Bezirksklasse, Gr. 1  | V 1   | 04.   | 083:52 | 34:22  |
| 1957/58                      | Bezirksklasse, Gr. 1  | V     | 07.   | 064:38 | 30:26  |
| 1958/59                      | Bezirksklasse, Gr. 2  | V     | 08.   | 054:57 | 25:27  |
| 1959/60                      | Bezirksklasse, Gr. 2  | V     | 05.   | 049:45 | 32:24  |
| 1960/61                      | Bezirksklasse, Gr. 2  | V     | 14.   | 037:70 | 16:40  |
| 1961/62                      | 1. Kreisklasse        | VI    | .     | :      | :      |
| 1962/63                      | 1. Kreisklasse        | VI    | .     | :      | :      |
| 1963/64                      | 1. Kreisklasse        | VI    | 05.   | 051:47 | 26:26  |
| 1964/65                      | 1. Kreisklasse        | VI    | 02.   | 062:44 | 31:21  |
| 1965/66                      | 1. Kreisklasse        | VI    | 06.   | 042:48 | 28:28  |
| 1966/67                      | 1. Kreisklasse        | VI    | 12.   | 29:54  | 20:32  |
| 1967/68                      | 1. Kreisklasse        | VI    | 10.   | 37:48  | 24:32  |
| 1968/69                      | 1. Kreisklasse        | VI    | 09.   | 28:51  | 22:34  |
| 1969/70                      | 1. Kreisklasse        | VI    | 12.   | 24:48  | 20:32  |
| 1970/71                      | 1. Kreisklasse        | VI    | 03.   | 51:42  | 32:24  |
| 1971/72                      | 1. Kreisklasse        | VI    | 11.   | 43:45  | 26:34  |
| 1972/73                      | 1. Kreisklasse        | VI    | 15.   | 44:64  | 22:38  |
| 1973/74                      | 2. Kreisklasse, Gr. 1 | VII   | 07.   | :      | :      |
| 1974/75                      | 2. Kreisklasse, Gr. 2 | VII   | 04.   | :      | :      |
| 1975/76                      | 2. Kreisklasse, Gr. 1 | VII   | 01.   | :      | :      |
| 1976/77                      | 1. Kreisklasse        | VI    | 07.   | :      | 30:26  |
| 1977/78                      | Kreisliga A 2         | VI    | 11.   | :      | 21:31  |
| 1978/79                      | Kreisliga A           | VII 3 | 07.   | :      | 30:30  |
| 1979/80                      | Kreisliga A           | VII   | 14.   | :      | 24:36  |
| 1980/81                      | Kreisliga A, Gr. 2 4  | VII   | 10.   | :      | 29:31  |
| 1981/82                      | Kreisliga A, Gr. 2    | VII   | 14.   | :      | 21:39  |
| 1982/83                      | Kreisliga A, Gr. 2    | VII   | 07.   | :      | 29:31  |
| 1983/84                      | Kreisliga A, Gr. 2    | VII   | 15.   | :      | 23:37  |
| 1984/85                      | Kreisliga A, Gr. 2    | VII   | 12.   | :      | 26:34  |
| 1985/86                      | Kreisliga A, Gr. 2    | VII   | 15.   | :      | 21:39  |
| 1986/87                      | Kreisliga B, Gr. 2    | VIII  | 01.   | :      | 50:10  |

| Saisonbilanzen seit 1987 |                     |       |       |               |               |
| Saison                   | Liga                | Level | Platz | Tore          | Punkte        |
| 1987/88                  | Kreisliga A, Gr. 2  | VII   | 01.   | :             | 44:16         |
| 1988/89                  | Bezirksliga, Gr. 2  | VII   | 14.   | 045:53        | 26:34         |
| 1989/90                  | Kreisliga A, Gr. 2  | VII   | 01.   | :             | 52:08         |
| 1990/91                  | Bezirksliga, Gr. 2  | VI    | 01.   | 063:36        | 44:16         |
| 1991/92                  | Landesliga, Gr. 1   | V     | 09.   | 043:45        | 25:31         |
| 1992/93                  | Landesliga, Gr. 1   | V     | 07.   | 048:51        | 29:31         |
| 1993/94                  | Landesliga, Gr. 1   | V     | 06.   | 042:38        | 30:30         |
| 1994/95                  | Landesliga, Gr. 1   | VI 5  | 03.   | 048:24        | 41:19         |
| 1995/96                  | Landesliga, Gr. 1   | VI    | 03.   | 028:27        | 50 6          |
| 1996/97                  | Landesliga, Gr. 1   | VI    | 03.   | 055:37        | 59            |
| 1997/98                  | Landesliga, Gr. 1   | VI    | 03.   | 045:32        | 47            |
| 1998/99                  | Landesliga, Gr. 1   | VI    | 02.   | 041:31        | 52            |
| 1999/00                  | Landesliga, Gr. 1   | VI    | 07.   | 064:56        | 44            |
| 2000/01                  | Landesliga, Gr. 1   | VI    | 10.   | 055:48        | 45            |
| 2001/02                  | Landesliga, Gr. 1   | VI    | 01.   | 070:27        | 59            |
| 2002/03                  | Verbandsliga, Gr. 1 | V     | 14.   | 040:81        | 20            |
| 2003/04                  | Landesliga, Gr. 1   | VI    | 05.   | 067:47        | 45            |
| 2004/05                  | Landesliga, Gr. 1   | VI    | 05.   | 054:49        | 48            |
| 2005/06                  | Landesliga, Gr. 1   | VI    | 10.   | 050:51        | 38            |
| 2006/07                  | Landesliga, Gr. 1   | VI    | 08.   | 057:49        | 42            |
| 2007/08                  | Landesliga, Gr. 1   | VI    | 08.   | 046:49        | 40            |
| 2008/09                  | Landesliga, Gr. 1   | VII 7 | 09.   | 052:49        | 47            |
| 2009/10                  | Landesliga, Gr. 1   | VII   | 15.   | 018:64        | 18            |
| 2010/11                  | Bezirksliga, Gr. 2  | VIII  | 11.   | 046:54        | 39            |
| 2011/12                  | Bezirksliga, Gr. 2  | VIII  | 12.   | 057:49        | 38            |
| 2012/13                  | Kreisliga A         | IX    | 01.   | 119:29        | 73            |
| 2013/14                  | Bezirksliga, Gr. 1  | VIII  | 04.   | 070:34        | 68            |
| 2014/15                  | Bezirksliga, Gr. 1  | VIII  | 03.   | 089:42        | 70            |
| 2015/16                  | Bezirksliga, Gr. 2  | VIII  | 08.   | 071:56        | 46            |
| 2016/17                  | Bezirksliga, Gr. 2  | VIII  | 05.   | 088:55        | 58            |
| 2017/18                  | Bezirksliga, Gr. 1  | VIII  | 04.   | 066:55        | 52            |
| 2018/19                  | Bezirksliga, Gr. 1  | VIII  | 04.   | 068:43        | 55            |
| 2019/20                  | Bezirksliga, Gr. 1  | VIII  | 06.   | abgebrochen 8 | abgebrochen 8 |
| 2020/21                  | Bezirksliga, Gr. 2  | VIII  | –     | annulliert 9  | annulliert 9  |
| 2021/22                  | Bezirksliga, Gr. 2  | VIII  | 12.   | 077:68        | 46            |
| 2022/23                  | Bezirksliga, Gr. 2  | VIII  | 09.   | 074:69        | 43            |
| 2023/24                  | Bezirksliga, Gr. 2  | VIII  | 08.   | 053:69        | 35            |
| 2024/25                  | Bezirksliga, Gr. 1  | VIII  | 15.   | 043:80        | 16            |

### Internationales Frauenturnier
Zwischen 1977 und 2018 richtete der TuS Jöllenbeck ein international besetztes Hallenfußballturnier aus, dass als eines der bestbesetzten Turniere weltweit galt. Nachdem zunächst nur regionale Mannschaften teilnahmen kamen ab 1980 überregionale und ab 1982 auch internationale Mannschaften hinzu. Rekordsieger des Turniers sind mit jeweils fünf Siegen der KBC Duisburg und der 1. FFC Turbine Potsdam. Erfolgreichstes internationales Team war der Boldklubben 1909 aus dem dänischen Odense mit vier Erfolgen. Im Jahre 2010 kamen an beiden Turniertagen über 2.500 Zuschauer in die Sporthalle der Realschule Jöllenbeck. Wegen gestiegener Kosten und rückläufigen Zuschauerzahlen wurde das Turnier im Jahre 2018 eingestellt.

### Fruchtalarm-Cup
Seit 2014 richtet der TuS Jöllenbeck in der Saisonvorbereitung den Fruchtalarm-Cup. Hierbei handelt es sich um ein Benefizturnier, dessen Erlöse an das Kinderkrebsprojekt Fruchtalarm gehen. Bei den Turnieren bis 2021 kamen auf diese Weise über 20.000 Euro zusammen. Gespielt wird im Naturstadion. Die ersten drei Ausgaben gewann der VfB Fichte Bielefeld, ehe der VfL Theesen viermal in Folge gewinnen konnte. Im Jahre 2021 war der TuS Brake erfolgreich, bevor sich 2022 erneut der VfL Theesen den Titel sichern konnte.

## Weitere Abteilungen

### Leichtathletik
Timo Northoff wurde bei der Jugendweltmeisterschaft 2017 in Nairobi Weltmeister im Kugelstoßen. Seine Schwester Pia Northoff belegte bei den Olympischen Jugend-Sommerspielen 2018 in Buenos Aires Platz sieben im Diskuswurf. Die Leichtathletikabteilung beteiligte sich ab 1971 an der Leichtathletik-Gemeinschaft Bielefeld und nutzt das Naturstadion als Trainings- und Wettkampfstätte.

### Schwimmen
Die Schwimmabteilung wurde am 30. Oktober 1954 gegründet. Ein Jahr später wurde das Freibad eröffnet. Zwischen 1957 und 1965 stellte der Verein auch eine Wasserballmannschaft. Am 12. Februar 1975 wurde das Bad neu eröffnet. Es war das erste Traglufthallenbad in Ostwestfalen-Lippe mit 50-Meter-Bahnen.

### Tischtennis
Nachdem es in den 1950er Jahren bereits kurzfristig eine Tischtennisabteilung gab, wurde die heutige Abteilung im Januar 1967 gegründet. Bereits 1973 gelang der Aufstieg in die Landesliga, die bis 1976 gehalten werden konnte. Mit H. Rostek und U. Hirsch spielten zwei ehemalige Bundesligaspieler für die Jöllenbecker. 1993 gelang der Wiederaufstieg in die Landesliga, wo in der Saison 1993/94 nur ein Punkt am Aufstieg in die Verbandsliga fehlte. In der Saison 2018/19 tritt die Mannschaft in der Kreisliga an. Trainings- und Spielstätte ist die Sporthalle der Grundschule am Waldschlößchen.
Ein Höhepunkt der Abteilungsgeschichte war ein Demonstrationswettbewerb beim Volksfest Jürmker Klön im Jahre 1990 zu Gunsten der Aktion Sorgenkind. An diesem Wettbewerb waren Spieler/-innen des damaligen Bundesligisten Spvg Steinhagen beteiligt. Der Fernsehsender ZDF berichtete von diesem Ereignis.

### Tennis
Die Tennisabteilung wurde im Jahre 1975 gegründet. Die Tennisanlage des Vereins umfasst sechs Sandplätze und befindet sich östlich des Naturstadions.

### Koronarsport
Die Abteilung Koronarsport wurde am 6. November 1986 gegründet.

### Turnen
Zur Turnabteilung gehören die Gruppierungen Ballett, deepWork, Eltern-Kind-Turnen, Event Turn-Team, Fitness und Gymnastik für Männer, Fit in den Tag, Gymnastik für Frauen, Gymnastik für Senioren, Indian Balance, Judo, Kinderturnen, Kunstturnen, Laufgruppen, Line Dance, Pilates & Faszientraining, Step-Aerobic, Tanzen, Volleyball für Männer, Yoga und Zumba.